# Horace Enea
Horace Joseph Enea (* 5. Juni 1941 in Antioch, Kalifornien; † 4. Februar 2009 in Los Altos, Kalifornien) war ein US-amerikanischer Informatiker.

## Leben und Wirken
Horace Enea wurde am 5. Juni 1941 als Sohn von Joseph J. „Joe“ Enea, auch Joe „The Milkman“ Enea (1910–1982), und dessen Ehefrau Frances Yanish Enea (1918–1990) in der Stadt Antioch im US-Bundesstaat Kalifornien geboren. Seine Großeltern väterlicherseits waren die aus Italien stammenden Orazio Enea (1877–1963) und Pitrina Lucido Enea (1887–1971). In Antioch geboren, wuchs Enea vor allem in Pittsburg, Kalifornien, auf, wo er auch seine Schulbildung erhielt und unter anderem die Pittsburgh High School besuchte. In weiterer Folge studierte er Informatik an der Stanford University, wo er auch am Stanford Artificial Intelligence Laboratory arbeitete. In Zusammenarbeit mit Larry Tesler entwickelte er Ende der 1960er Jahre die funktionale Programmiersprache Compel. Neben der Informatik interessierte sich Enea auch besonders für Jazz, seltene Literatur oder Astronomie. Selbst ein begeisterter Musiker war Enea unter anderem einige Zeit Präsident der Leland Stanford Junior University Marching Band (LSJUMB; Stanford Band).
Seine Ehefrau Anne (geborene Armour) lernte er an der Stanford University kennen, als diese ihn mit Fördermitteln beauftragte, ein Computerprogramm zu schreiben. Die beiden heirateten am 21. Juni 1964 in San Francisco. Neben der bereits erwähnten Programmiersprache Compel, die er mit Tesler entwickelte, schuf er zusammen mit dem Psychiater Kenneth Colby am Stanford Artificial Intelligence Laboratory auch das natural-language-Programm PARRY. Eine weitere Programmiersprache, die er entwickelte, ist MLISP, eine Variante von Lisp, die er für den IBM 360 implementierte. In Stanford arbeitete er auch eng mit David Canfield Smith zusammen. Später gründete er die Heuristics, Inc., die erste auf Mikroprozessoren basierende Spracherkennungsfirma, und war Mitbegründer der Venture-Capital-Group bei Apple. 1996 half er bei der Beschaffung von Geldmitteln für die BEA Systems, Inc., das zu dieser Zeit am schnellsten wachsende Softwareunternehmen in der Geschichte.
Am 4. Februar 2009 starb Enea im Alter von 67 Jahren in der kalifornischen Stadt Los Altos und wurde am 11. Februar 2009 auf dem Gate Of Heaven Catholic Cemetery (St. Peter Section, Reihe 7, Grab 17) in Los Altos beigesetzt. Er wurde von seiner Ehefrau Anne, seinen Kindern Kristine und John, seinen Enkelkindern Jason und Nicholas, sowie seinem Bruder Joe mit Schwägerin Francine überlebt.